# Acrocercops bisinuata
Acrocercops bisinuata är en fjärilsart som beskrevs av Edward Meyrick 1921. Acrocercops bisinuata ingår i släktet Acrocercops och familjen styltmalar.
Artens utbredningsområde är Sri Lanka. Inga underarter finns listade i Catalogue of Life.